# Schottmalhorn (Reiter Alm)
Das Schottmalhorn ist ein 2045 m ü. NHN hoher Randgipfel der Reiter Alm in den Berchtesgadener Alpen.
Trotz geringer Dominanz und Schartenhöhe bietet das Schottmalhorn eine unvermutet gute Rundsicht auf die gesamte Reiter Alm und ihre Gipfel. Darüber hinaus umfasst der Ausblick im Osten Hohen Göll, Großen Priel und Dachstein, im Südosten Watzmann und Hochkalter, im Süden Großglockner und Leoganger Steinberge und im Westen sowie Norden die Chiemgauer Alpen mit Sonntagshorn und Hochstaufen. Besonders beeindruckend ist auch der Tiefblick auf den Hintersee und in die Ramsau.
Von der Neuen Traunsteiner Hütte führen zwei markierte Wege auf das Schottmalhorn, die sich zu einer Rundtour verbinden lassen.
- über den Weg zum Edelweißlahnerkopf in 2,5 bis 3 Stunden
- durch die Steinberggasse und den Reiter Steinberg in 3 bis 3,5 Stunden

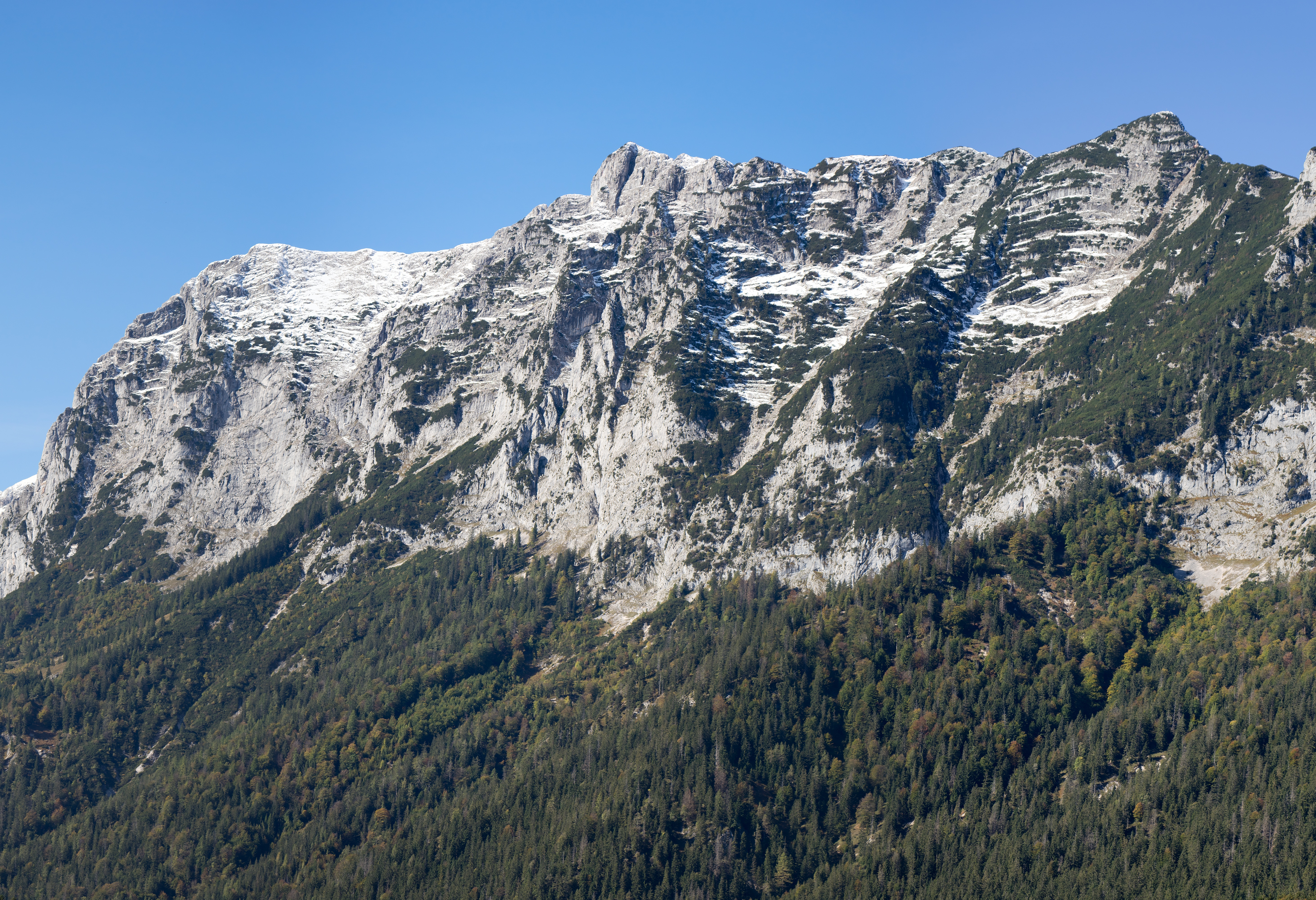
Schottmalhorn (Bildmitte) Ansicht von Osten aus der Ramsau
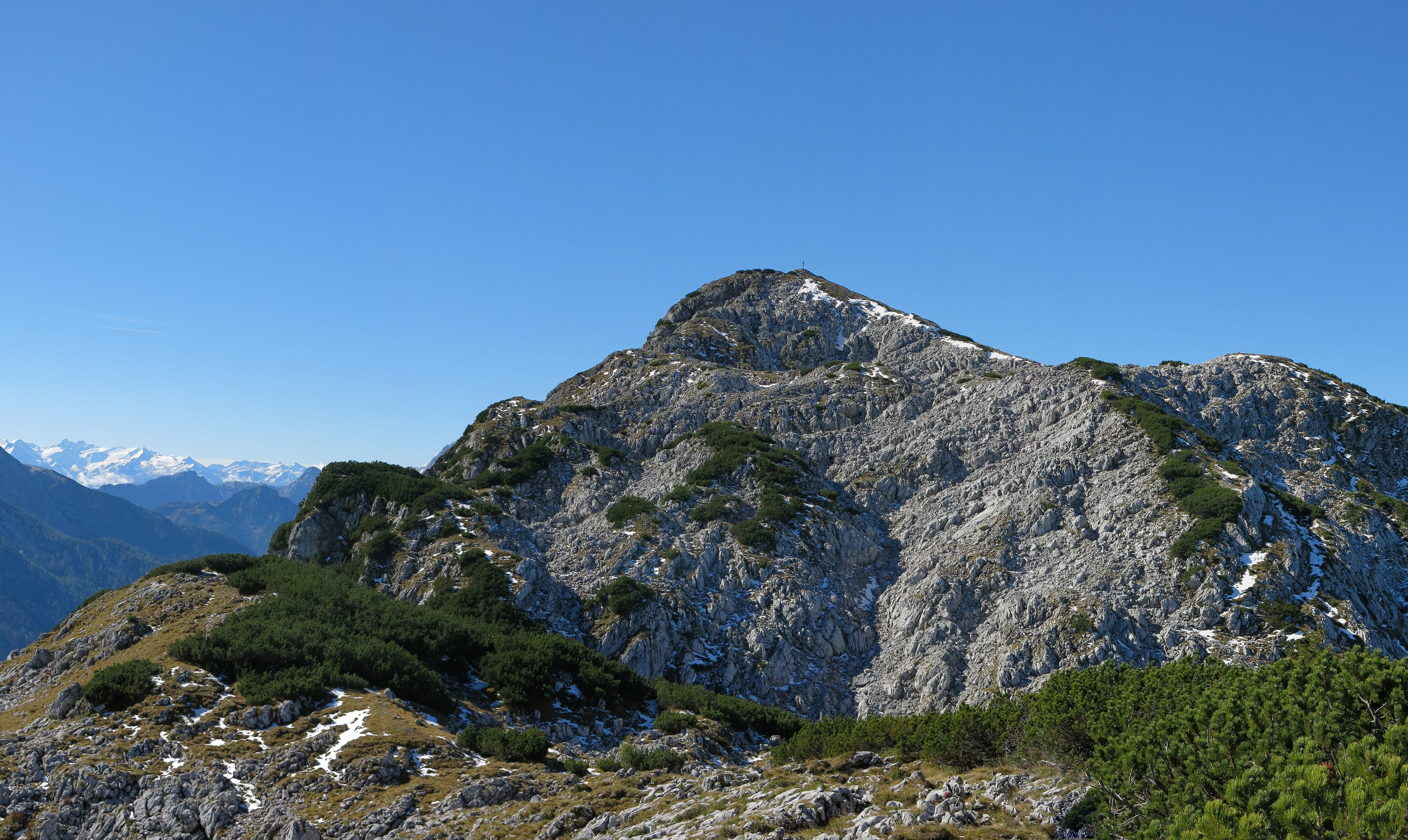
Ansicht von Nordosten
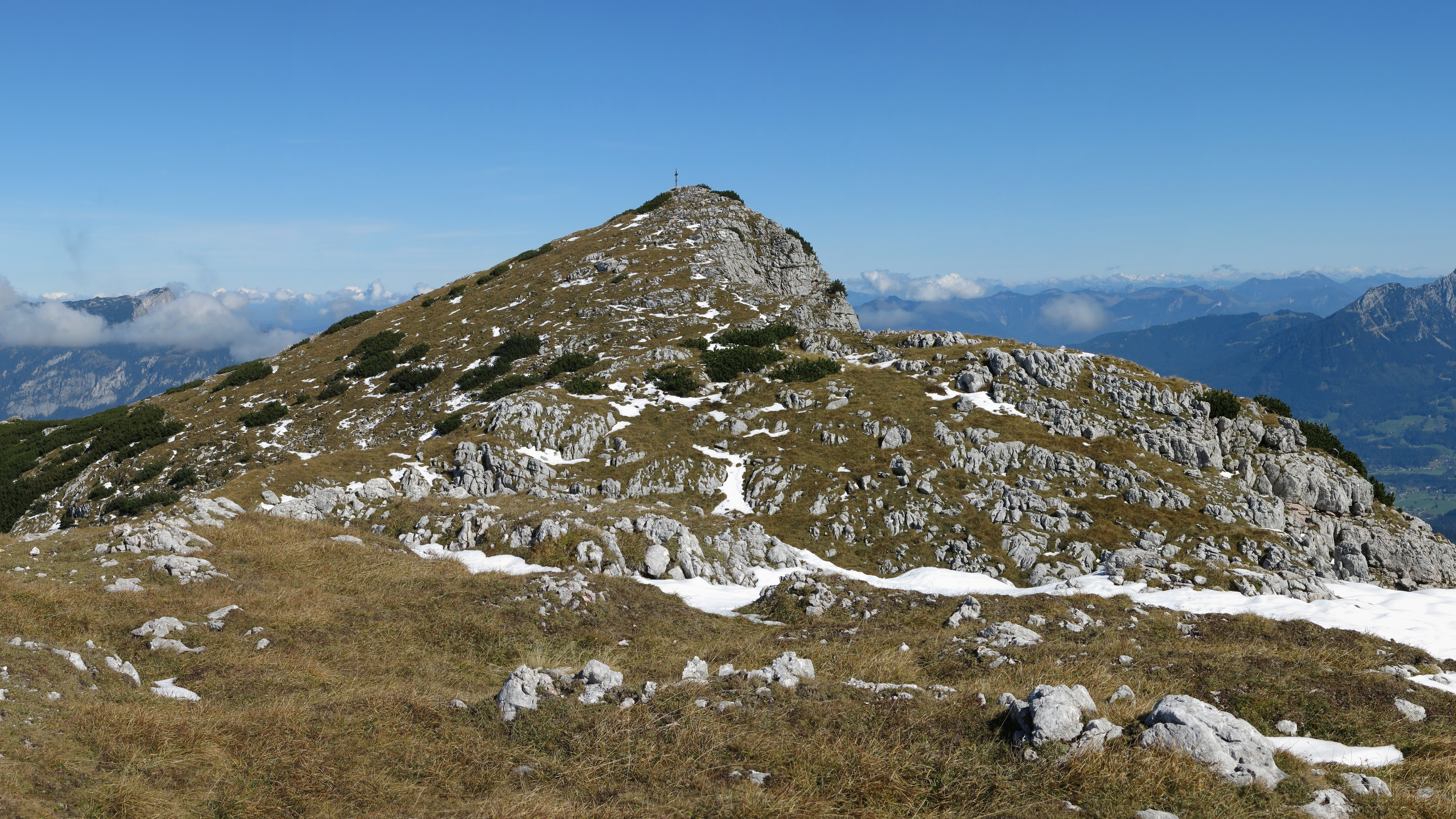
Ansicht von Südwesten
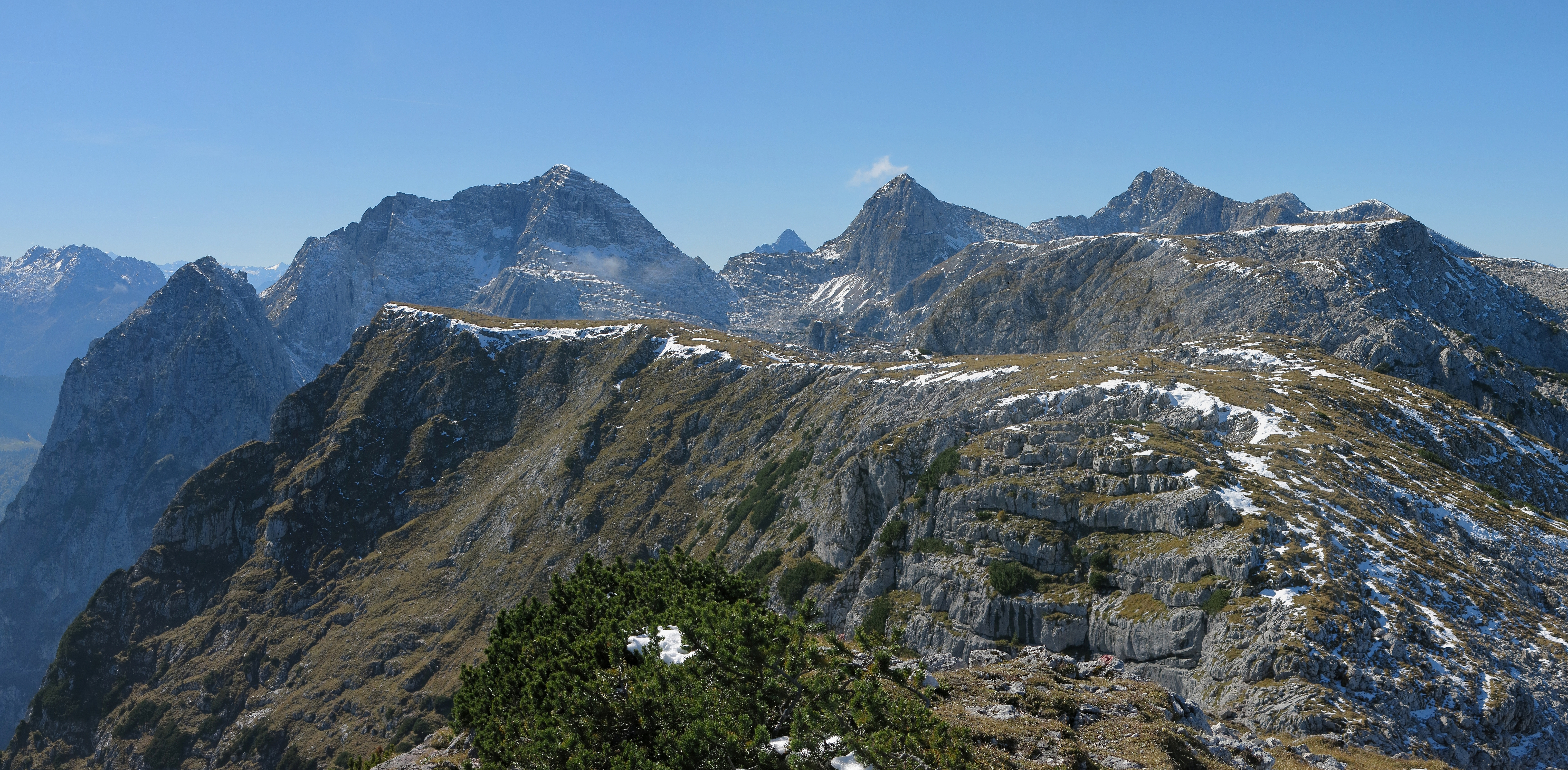
Ausblick vom Schottmalhorn nach Südwesten zu den höchsten Gipfeln der Reiter Alm